# Грушки (Софиевский район)
Грушки (укр. Грушки) — село,
Девладовский сельский совет,
Софиевский район,
Днепропетровская область,
Украина.
Код КОАТУУ — 1225282505. Население по переписи 2001 года составляло 31 человек .

## Географическое положение
Село Грушки находится на расстоянии в 2 км от посёлка Девладово и сёл Спокойствие и Гончарово.
Через село проходит автомобильная дорога Т-0419.
Рядом проходит железная дорога, станция Девладово в 3-х км.